# Andrezinho Ceciliano
André Luiz Ramalho Ceciliano, mais conhecido como Andrezinho Ceciliano (Paracambi, 1 de agosto de 1998) é um político brasileiro filiado ao Partido dos Trabalhadores. Atualmente é prefeito de Paracambi, cargo que ocupa desde janeiro de 2025. Em 2022, foi eleito deputado estadual do Rio de Janeiro, sendo um dos mais jovens a ocupar o cargo. É filho do ex-deputado, ex-presidente da ALERJ e atual Secretário de Assuntos Federativos  André Ceciliano.

## Biografia
Nascido e criado em Paracambi, conviveu com a política desde criança por influência do pai, já eleito prefeito.
Concorreu a deputado estadual nas eleições de 2022, cargo que o pai ocupou por quatro mandatos. Foi eleito com 54.851 votos, sendo o mais jovem a ocupar uma cadeira na Assembleia Legislativa.
Criou a lei que obriga eventos públicos do Estado do Rio de Janeiro a fornecerem água potável de forma gratuita para todos.
Ainda em 2024, Andrezinho foi eleito prefeito de Paracambi com 64,11% dos votos válidos.